# 龍塔棋
龍塔棋（Kamisado），是Peter Burley在2008年推出的雙人棋類。

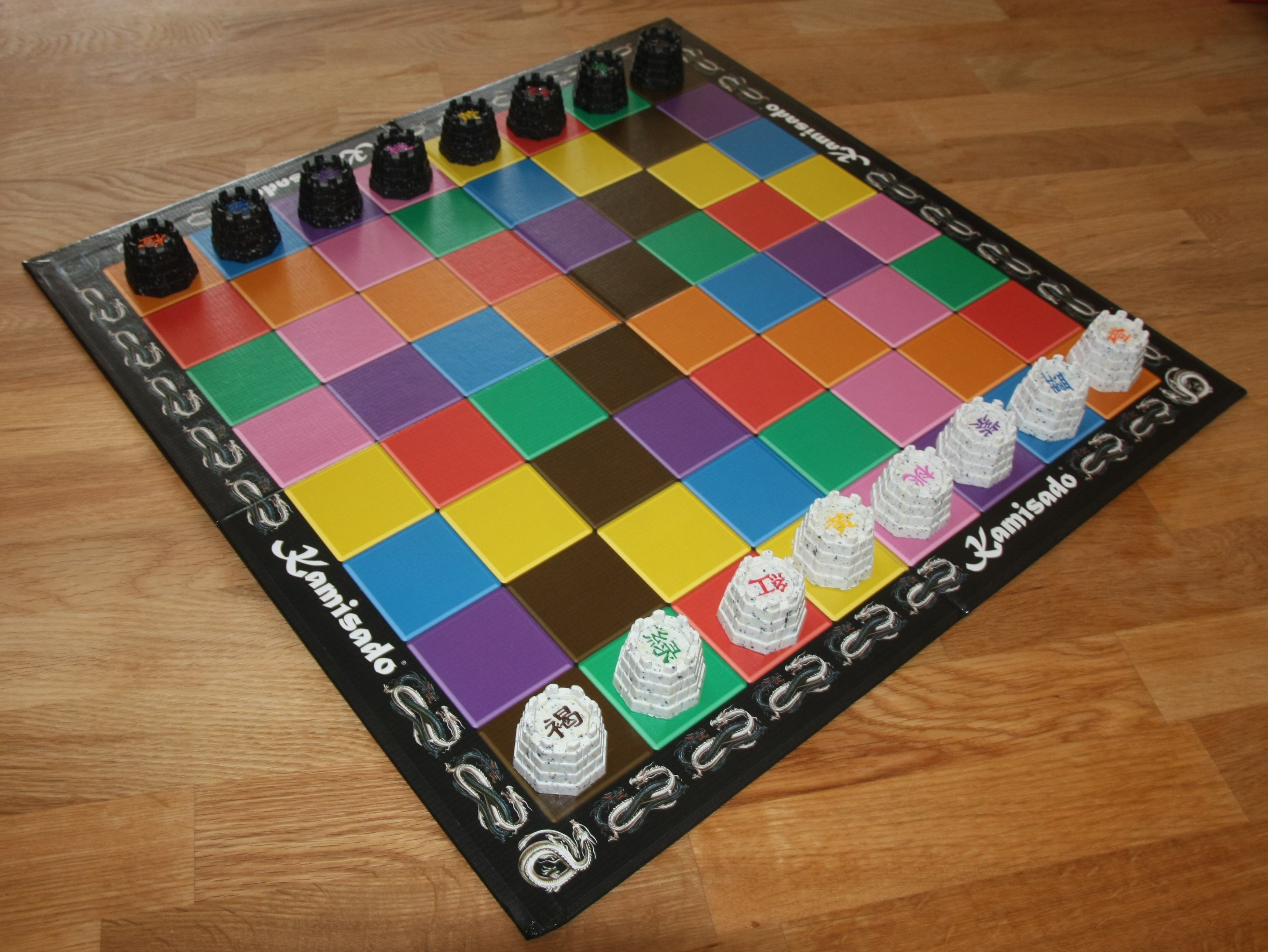
龍塔棋

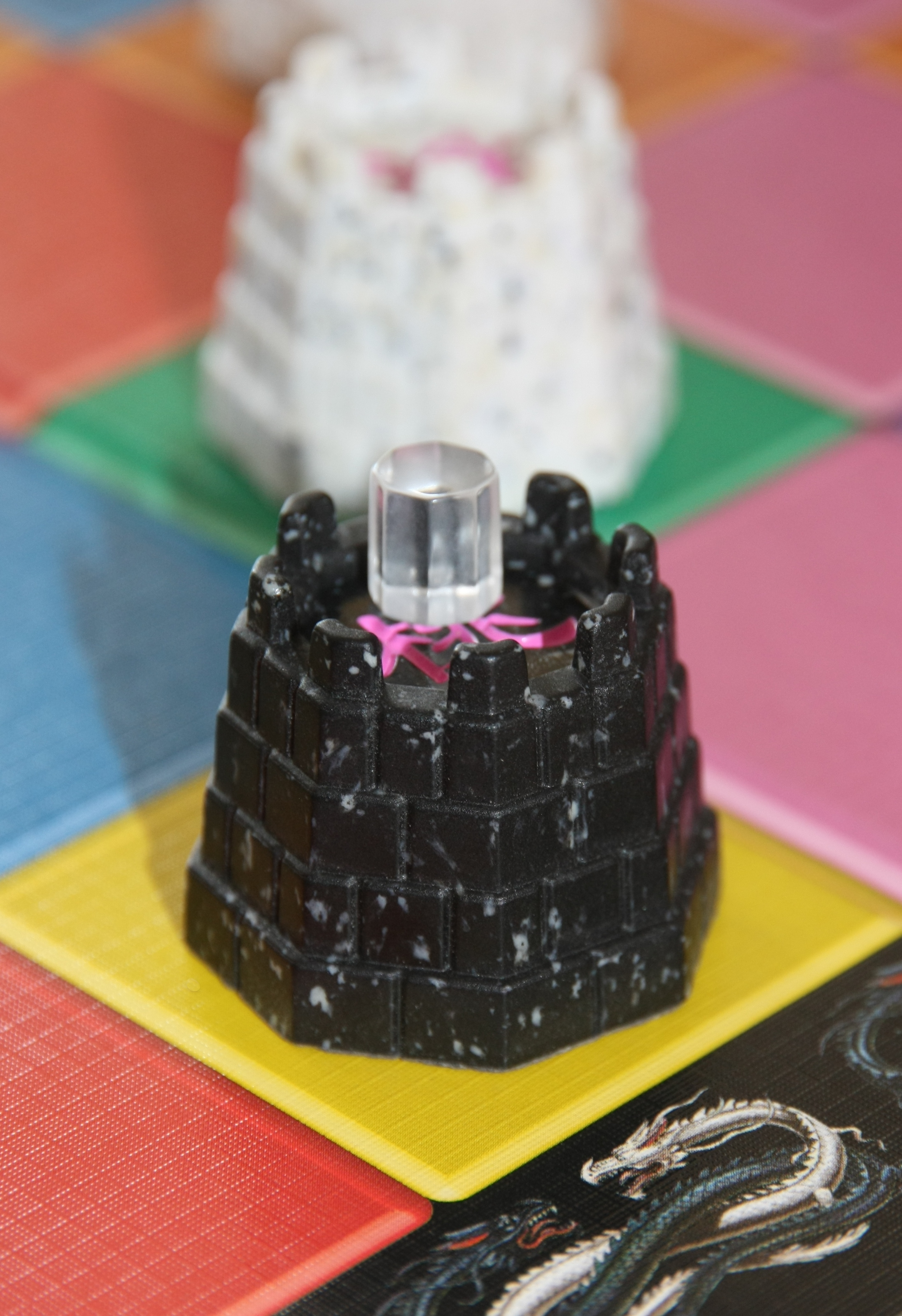
龍塔棋棋子

## 棋具
- 棋盤為8*8棋格，每格塗有八種顏色之一，各色格交叉。顏色有紫、褐、藍、綠、黃、紅、及粉紅。

- 棋子狀如高塔，每枚旁側塗有八種顏色之一，顏色同棋盤，各色每方各有一枚，並且頂端塗以金黑兩色區分敵我。雙方共十六枚棋子。

## 規則

### 基本規則
- 初始布置將各枚己棋放在底行，顏色需符合棋格顏色。

- 每方輪流動一己棋至某色的空棋格，以正前方或前斜方直線移動，中途不得有子。無法行棋時，放棄移動。除先手方第一回合可自由選擇八種顏色之一的己棋，其他回合棋子必須選擇上回合對手到達的色格、或是無法行棋時停留的色格。

- 先把一枚己棋走至底線者獲勝。[1]

## 外部連結
- 遊戲介紹 （页面存档备份，存于）